# Löbau (Sachs)
Löbau (Sachs) (niem.: Bahnhof Löbau (Sachs)) – stacja kolejowa w Löbau, w kraju związkowym Saksonia, w Niemczech. Znajduje się na głównej dwutorowej linii Görlitz – Dresden-Neustadt i była punktem wyjścia do wielu linii bocznych. Dworzec kolejowy Löbau był kiedyś regionalnym centrum kolejowym, oferującym połączenia dla pasażerów międzynarodowych. Obecnie działają tylko pociągi pasażerskie na głównej linii między Görlitz i Dreznem z przystankiem w Löbau. Ruch na liniach bocznych był powoli wygaszany. Również krajowe i międzynarodowe połączenia dalekobieżne były z czasem coraz rzadsze i w końcu całkowicie zaniechane w 2004 roku. Od czasu Landesgartenschau w 2012, trzy transgraniczne połączenia Drezno-Wrocław kursowały przez Löbau.
Według klasyfikacji DB Station&Service stacja posiada kategorią 5. Stacja jest obsługiwana przez Vogtlandbahn.

## Historia
Stacja została otwarta w 1846 roku i stanowiła przez kilka miesięcy wschodni koniec linii Drezno – Görlitz. Przez wiele lat była to jedyna linia przebiegająca przez Löbau, aż do przełomu wieków, kiedy zostały zbudowane linie do Żytawy, Ebersbach i Weißenberg. Jedną z ostatnich saskich nowych linii doprowadzono w 1928 roku z Großpostwitz. Między dwiema wojnami światowymi, stacja osiągnęła swój maksymalny rozmiar. W wyniku spadku ruchu po zmianach politycznych w Niemczech Wschodnich, infrastruktura stacji została zredukowana.

## Linie kolejowe
- Linia Görlitz – Dresden-Neustadt
- Linia Ebersbach – Löbau
- Linia Zittau – Löbau
- dawna linia Großpostwitz – Löbau
- dawna linia Löbau – Radibor